# Bruno Varela
Pour les articles homonymes, voir Varela.
Bruno Varela, de son nom complet Bruno Miguel Semedo Varela,  est un footballeur Capverdien né le 4 novembre 1994 à Lisbonne. Il évolue au poste de gardien de but au Vitória Guimarães.

## Biographie

### En équipe nationale
Il passe par toutes les catégories de sélections jeunes du Portugal.
Avec les moins de 19 ans, il participe au championnat d'Europe des moins de 19 ans en 2012 puis en 2013. Lors de l'édition 2012, il officie comme gardien remplaçant. Lors de l'édition 2013, il est cette fois-ci titulaire. Il joue quatre matchs, s'inclinant en demi-finale contre la Serbie après une séance de tirs au but.
Il dispute ensuite avec les moins de 20 ans, la Coupe du monde des moins de 20 ans 2013, mais en restant sur le banc des remplaçants. Le Portugal s'incline en huitièmes de finale face au Ghana.
Il participe ensuite à l'Euro espoirs 2015. Lors de cette compétition qui voit le Portugal s'incliner en finale face à la Suède, il est de nouveau sur le banc des remplaçants. Il est en revanche titulaire lors de l'Euro espoirs 2017 organisée en Pologne, compétition lors de laquelle il joue trois matchs.
Avec la sélection olympique, il participe aux Jeux olympiques d'été de 2016 organisés au Brésil. Il joue quatre matchs lors du tournoi olympique, qui voit le Portugal s'incliner en quart face à l'Allemagne.

## Palmarès
Avec l'équipe du Portugal espoirs :
- Finaliste du championnat d'Europe espoirs en 2015.

Avec le Benfica Lisbonne :
- Vainqueur de la Supercoupe du Portugal en 2017.